# Farfantepenaeus brevirostris
Farfantepenaeus brevirostris, vulgarmente conhecido como camarão-cristal é uma espécie de camarão da família Penaeidae. Por vezes pode ser referenciado pelo nome científico caído em desuso Penaeus brevirostris.